# Lawrence Kutner
Pour les articles homonymes, voir Kutner.
Lawrence Kutner est un personnage de fiction de la série médicale de la chaîne de télévision américaine Fox, Dr House. Interprété par Kal Penn, il est médecin du sport avant d'intégrer l'équipe du service de médecine diagnostique du docteur Gregory House au cours de la saison 4. Dans l'épisode 20 de la saison 5, Kutner est retrouvé mort, apparemment des suites d'un suicide, l'interprète souhaitant s'orienter vers une carrière politique (directeur associé des relations publiques de la Maison-Blanche, auprès de l'administration de Barack Obama).

## Biographie
À l'âge de 6 ans, il assiste à l'assassinat de ses parents, gérants d'une épicerie d'origine indienne. Il est adopté par la famille Kutner, de confession juive, dont il prend le nom mais pas la religion. Son nom de naissance est Lawrence Choudhary.
À l'école secondaire, il fait partie d'une bande de voyous qui martyrisaient leurs camarades, et prenait de la drogue. Il est arrêté pour s'être mis nu durant un match de football entre Penn et Dartmouth. Il est diplômé de l'école secondaire de Dartmouth.
Il est détenteur du record du monde de rampe sur 20 miles  (environ 32,2 km). Il est très superstitieux, ce qui amuse beaucoup House : on le voit jeter du sel renversé par-dessus son épaule, éviter de passer sous une échelle ou voir d'un mauvais œil un parapluie ouvert à l'intérieur. On peut également noter que lorsqu'un chat réputé capable de prédire la mort de personnes s'approche de lui de trop près, il prend peur.

## Évolution dans la série

### Saison 4
Kutner veut rejoindre l'équipe de House parce qu'il se dit ouvert à n'importe quelle expérience. Il se fait remarquer par House dans l'épisode 2, en se réinvitant dans les sessions de recrutement après s'être fait renvoyer : portant le numéro 6, il retourne son dossard et prétend être le numéro 9 ; il fait alors une proposition d'examen pour déterminer l'état du foie d'une patiente en proposant de lui faire boire de la tequila. Par la suite, il s'illustre par l'originalité de certaines de ses propositions, que ce soit pour des examens ou des diagnostics.
Il sera également coupable de graves maladresses, comme utiliser un défibrillateur dans une chambre hyper-oxygénée, brûlant ainsi le patient, ou encore de réanimer un patient par défibrillation alors qu'il sort d'un bain, s'électrisant par la même occasion. Ceci lui vaut un profond mépris de la part d'Amber, et le surnom de "défibrillateur professionnel", dont il est assez fier.
Il est définitivement engagé dans l'épisode Les jeux sont faits. Il faillit pourtant être renvoyé peu avant, alors qu'un autre candidat avait gagné le droit de renvoyer deux autres postulants en subtilisant les sous-vêtements de Cuddy ; House comprit qu'il avait passé un accord avec elle, et c'est elle qui voulait licencier Kutner, à cause du danger qu'il représente.

### Saison 5
Pendant la saison 5, Kutner monte un site Internet proposant un second diagnostic à des patients, sous le nom de House. Quand l'intéressé l'apprend, il décide de lui jouer un tour en créant un cas impossible avec la complicité de Cameron, Chase, Foreman et les infirmières. Kutner demande alors l'aide de Taub, avec qui il semble avoir sympathisé. Une fois la supercherie révélée, Kutner se voit contraint de reverser 50 % des bénéfices à House, et une autre partie du reste aux autres membres.
Dans l'épisode Sans explication..., il est trouvé mort par ses collègues, à la suite d'un suicide apparent. Les membres de l'équipe seront bouleversés, notamment House, qui va s'attacher à comprendre les raisons de son geste, sans y parvenir. Il sera encore très présent dans les épisodes suivants, où Cameron et House parleront de lui. Il réapparaîtra deux fois à House sous forme d'hallucination dans La Stratégie de l'inconscient puis dans le final.

## Analyse du personnage
Ian Jackman, l'auteur du livre Dr. House, le livre officiel, présente le personnage de Kutner comme celui qui posera « l'énigme que House ne résoudra jamais ». À sa mort, House cherchera une explication à son geste sans y parvenir, le menant à une conclusion inattendue : personne ne connaissait vraiment Kutner. Même Taub ne réalisera qu'il était un ami sincère de Kutner qu'une fois le médecin mort.